# Sabine Kienitz
Sabine Kienitz (* 1958 in Tübingen) ist Professorin für Volkskunde/Kulturanthropologie an der Universität Hamburg.

## Leben
Nach dem Volontariat 1978–1981 und Tätigkeit als Redakteurin bei der Allgäuer Zeitung/Augsburger Allgemeine studierte sie von 1981 bis 1989 empirische Kulturwissenschaft am Ludwig-Uhland-Institut an der Eberhard-Karls-Universität Tübingen. Von 1990 bis 1992 hatte sie ein Promotionsstipendium der Landesgraduiertenförderung Baden-Württemberg. Nach der Promotion 1995 hatte sie von 1997 bis 1999 ein Habilitationsstipendium der Deutschen Forschungsgemeinschaft. Von 1999 bis 2009 war sie wissenschaftliche Mitarbeiterin am DFG-Sonderforschungsbereich 437 „Kriegserfahrungen – Krieg und Gesellschaft in der Neuzeit“ an der Universität Tübingen. Nach der Habilitation 2003 an der Eberhard-Karls-Universität Tübingen lehrte sie von 2006 bis 2008 als Vertretungsprofessorin am Institut für Kulturanthropologie/Europäische Ethnologie an der Georg-August-Universität Göttingen. Seit 2009 ist sie Professorin für Volkskunde/Kulturanthropologie in Hamburg.
Ihre Forschungs- und Arbeitsschwerpunkte sind historische Kriminalitätsforschung, Sexualitäts- und Körpergeschichte, Krieg und Gewalt als zentrale Erfahrungen der Moderne (Internierung, Invalidität und Körper, Krieg und Gedächtniskultur, Kindheit und Familienbeziehungen), Stadtforschung und Technisierung des Körpers (Prothetik, Alter und Technik).

## Schriften (Auswahl)
- Unterwegs – Frauen zwischen Not und Normen. Lebensweise und Mentalität vagierender Frauen um 1800 in Württemberg. Tübingen 1989, ISBN 3925340610.
- Sexualität, Macht und Moral. Prostitution und Geschlechterbeziehungen Anfang des 19. Jahrhunderts in Württemberg. Ein Beitrag zur Mentalitätsgeschichte. Berlin 1995, ISBN 3050027592.
- Beschädigte Helden. Kriegsinvalidität und Körperbilder 1914–1923 (= Krieg in der Geschichte, Bd. 41). Schöningh, Paderborn 2008, ISBN 978-3-506-76537-6.